# Atletika na Letních olympijských hrách 2008 – skok vysoký muži
Výška mužů na Letních olympijských hrách 2008 se konala ve dnech 17. srpna a 19. srpna 2008 na Pekingském národním stadionu.

## Kvalifikace
Do kvalifikace nastoupilo rovných čtyřicet výškařů včetně dvou zástupců z České republiky. Jistotu finále měl ten, který překonal kvalifikační limit 232 cm nebo dvanáct nejlepších. K postupu do finále nakonec stačilo zdolat 225 cm napoprvé, s jednou opravou na nižších výškách. Smůlu tak měl Američan Andra Manson, který opravoval dvakrát, byť 225 cm skočil napoprvé.

## Kvalifikační výsledky
| Umístění | Skupina | Jméno                | Národnost         | 2,10 | 2,15 | 2,20 | 2,25 | 2,29 | Výkon    |
| -------- | ------- | -------------------- | ----------------- | ---- | ---- | ---- | ---- | ---- | -------- |
| 1.       | A       | Jaroslav Bába        | Česko             | -    | O    | O    | O    | O    | 2,29 m q |
| 1.       | B       | Jessé de Lima        | Brazílie          | -    | O    | O    | O    | O    | 2,29 m q |
| 1.       | B       | Tomáš Janků          | Česko             | O    | O    | O    | O    | O    | 2,29 m q |
| 1.       | A       | Germaine Mason       | Velká Británie    | -    | O    | O    | O    | O    | 2,29 m q |
| 5.       | A       | Raúl Spank           | Německo           | -    | O    | O    | XO   | O    | 2,29 m q |
| 6.       | B       | Martyn Bernard       | Velká Británie    | -    | O    | O    | O    | XO   | 2,29 m q |
| 6.       | A       | Stefan Holm          | Švédsko           | -    | O    | O    | O    | XO   | 2,29 m q |
| 6.       | B       | Andrej Silnov        | Rusko             | -    | O    | O    | O    | XO   | 2,29 m q |
| 9.       | A       | Filippo Campioli     | Itálie            | O    | O    | O    | O    | XXX  | 2,25 m q |
| 9.       | A       | Rožle Prezelj        | Slovinsko         | -    | O    | O    | O    | XXX  | 2,25 m q |
| 11.      | A       | Jaroslav Rybakov     | Rusko             | -    | O    | O    | O    | XXX  | 2,25 m q |
| 12.      | B       | Tom Parsons          | Velká Británie    | -    | O    | XO   | O    | XXX  | 2,25 m q |
| 13.      | A       | Andra Manson         | USA               | -    | XO   | XO   | O    | XXX  | 2,25 m   |
| 14.      | A       | Andrea Bettinelli    | Itálie            | -    | O    | O    | XO   | XXX  | 2,25 m   |
| 14.      | A       | Mickael Hanany       | Francie           | O    | O    | O    | XO   | XXX  | 2,25 m   |
| 14.      | A       | Vjačeslav Voronin    | Rusko             | -    | O    | O    | XO   | XXX  | 2,25 m   |
| 17.      | A       | Dragutin Topić       | Srbsko            | -    | O    | XO   | XO   | XXX  | 2,25 m   |
| 18.      | B       | Kyriakos Ioannou     | Kypr              | -    | XO   | XO   | XO   | XXX  | 2,25 m   |
| 19.      | B       | Mike Mason           | Kanada            | -    | O    | O    | XXO  | XXX  | 2,25 m   |
| 19.      | B       | Jesse Williams       | USA               | -    | O    | O    | XXO  | XXX  | 2,25 m   |
| 21.      | B       | Dmytro Demjanjuk     | Ukrajina          | O    | O    | O    | XXX  |      | 2,20 m   |
| 21.      | A       | Niki Palli           | Izrael            | O    | O    | O    | XXX  |      | 2,20 m   |
| 21.      | A       | Donald Thomas        | Bahamy            | -    | O    | O    | XXX  |      | 2,20 m   |
| 24.      | A       | Michał Bieniek       | Polsko            | -    | XO   | O    | XXX  |      | 2,20 m   |
| 24.      | A       | Majed Aldin Gazal    | Sýrie             | O    | XO   | O    | XXX  |      | 2,20 m   |
| 26.      | A       | Dusty Jones          | USA               | O    | O    | XO   | XXX  |      | 2,20 m   |
| 27.      | B       | Linus Thörnblad      | Švédsko           | -    | O    | XO   | XXX  |      | 2,20 m   |
| 28.      | B       | James Grayman        | Antigua a Barbuda | XO   | XXO  | XO   | XXX  |      | 2,20 m   |
| 29.      | B       | Javier Bermejo       | Španělsko         | O    | O    | XXO  | XXX  |      | 2,20 m   |
| 29.      | B       | Kabelo Kgosiemang    | Botswana          | -    | O    | XXO  | XXX  |      | 2,20 m   |
| 29.      | B       | Alessandro Talotti   | Itálie            | O    | O    | XXO  | XXX  |      | 2,20 m   |
| 32.      | B       | Hup Wei Lee          | Malajsie          | O    | XO   | XXO  | XXX  |      | 2,20 m   |
| 33.      | A       | Peter Horák          | Slovensko         | O    | XO   | XXX  |      |      | 2,15 m   |
| 33.      | B       | Jurij Krymarenko     | Ukrajina          | O    | XO   | XXX  |      |      | 2,15 m   |
| 33.      | A       | Gerardo Martínez     | Mexiko            | O    | XO   | XXX  |      |      | 2,15 m   |
| 36.      | B       | Naoyuki Daigo        | Japonsko          | XXO  | XXO  | XXX  |      |      | 2,15 m   |
| 37.      | A       | Konstadínos Baniotís | Řecko             | XO   | XXX  |      |      |      | 2,10 m   |
| 37.      | B       | Sergej Zasimovič     | Kazachstán        | XO   | XXX  |      |      |      | 2,10 m   |
| 39.      | A       | Oleksandr Nartov     | Ukrajina          | XXO  | XXX  |      |      |      | 2,10 m   |
| -        | B       | Huang Haiqiang       | Čína              | XXX  |      |      |      |      | NM       |

## Finále
Česká republika měla ve finále dvojí zastoupení, když z kvalifikace suverénně postoupili Jaroslav Bába i Tomáš Janků. Oba překonali ve dvanáctičlenném finále 229 cm, na dalších postupných výškách se jim však nedařilo a nakonec se umístili na šestém respektive sedmém místě. Olympijským vítězem se stal muž, který původně v Pekingu startovat neměl. Andrej Silnov byl dodatečně nominován ruským olympijským výborem poté, když na mítinku v Londýně překonal 238 cm. V nominaci tak nakonec nahradil Andreje Těrešina, který obsadil na domácím mistrovství druhé místo společně s Vjačeslavem Voroninem. Stříbro získal v novém osobním rekordu Brit Germaine Mason a bronz Rus Jaroslav Rybakov. Obhájce zlaté medaile z Athén Švéd Stefan Holm se umístil na čtvrtém místě, stejně jako později v soutěži žen Ruska Jelena Slesarenková.

## Finálové výsledky
| Umístění         | Jméno            | Národnost      | 2,15 | 2,20 | 2,25 | 2,29 | 2,32 | 2,34 | 2,36 | 2,42 | Výkon  |
| ---------------- | ---------------- | -------------- | ---- | ---- | ---- | ---- | ---- | ---- | ---- | ---- | ------ |
| Zlatá medaile    | Andrej Silnov    | Rusko          | -    | O    | O    | O    | O    | O    | O    | XXX  | 2,36 m |
| Stříbrná medaile | Germaine Mason   | Velká Británie | -    | O    | O    | X-   | O    | O    | XXX  |      | 2,34 m |
| Bronzová medaile | Jaroslav Rybakov | Rusko          | -    | O    | O    | O    | XXO  | O    | XXX  |      | 2,34 m |
| 4.               | Stefan Holm      | Švédsko        | -    | O    | O    | O    | O    | X-   | XX   |      | 2,32 m |
| 5.               | Raúl Spank       | Německo        | O    | O    | O    | O    | XXO  | XX-  | X    |      | 2,32 m |
| 6.               | Jaroslav Bába    | Česko          | O    | O    | O    | O    | X-   | X-   | X    |      | 2,29 m |
| 7.               | Tomáš Janků      | Česko          | O    | O    | O    | XO   | X-   | XX   |      |      | 2,29 m |
| 8.               | Tom Parsons      | Velká Británie | O    | O    | O    | XXX  |      |      |      |      | 2,25 m |
| 9.               | Martyn Bernard   | Velká Británie | O    | O    | XO   | X-   | XX   |      |      |      | 2,25 m |
| 10.              | Jessé de Lima    | Brazílie       | O    | O    | XXX  |      |      |      |      |      | 2,20 m |
| 10.              | Filippo Campioli | Itálie         | -    | O    | XXX  |      |      |      |      |      | 2,20 m |
| 12.              | Rožle Prezelj    | Slovinsko      | O    | XXO  | XXX  |      |      |      |      |      | 2,20 m |